# 龐尚鵬
龐尚鵬（1524年—1581年），字少南，號惺庵，廣東南海縣人，明朝政治人物，嘉靖進士。萬曆年間官至福建巡撫。

## 生平
嘉靖二十五年（1546年）丙午廣東乡试第三十二名，三十二年（1553年）登癸丑科会试第二十名，三甲239名進士，兵部观政，三十三年授任江西樂平縣知县，三十六年八月选授福建道試監察御史，三十七年二月實授，奉差盘点浙直兵饷粮储，三十八年弹劾总督胡宗憲，嘉靖四十年（1561年）五月巡按河南，河南巡抚蔡汝楠想同他一起獻上白鹿，被拒。四十一年春父亲去世，归家守制。四十三年四月服阕，同年冬赴京，補江西道御史，奉命巡按浙江，总结实行十段锦法的经验，在浙江首先推行里甲均平法，後行一条鞭法。四十五年五月奉敕提督北直隶學政。
隆慶初年（1567年）十一月升大理寺右寺丞，同年九月，庞尚鹏上疏力攻武英殿大学士郭朴，御史凌儒复言朴。最终致使郭朴致仕回籍。隆庆二年（1568年）二月升都察院右佥都御史、总理两淮长芦山东三盐运司兼理江北山东蓟辽保定河南等处盐屯，经理“九边”屯务，“凡诸色人等有能尽力垦种，悉免起科”。隆庆三年（1569年）十二月，河东巡盐郜永春劾尚鹏心术狡猾、行事乘违，吏部尚书杨博引罪致仕，尚鹏被令閑住，四年六月被斥为民。明神宗即位，御史计坤亨等上疏言尚鹏无罪。
萬曆四年（1576年）十一月起任福建巡撫，清廉自洁，《虚室行》诗云“细视瓶中久无粟，举火终朝待邻曲。长饥近午始一餐，敢望丰年收万斛。”以推行一條鞭法和清理整頓兩淮鹽法而聞名。一條鞭法成閩省定制。任期内属吏恪尽职守，劾罢总兵官胡守仁。首輔張居正因夺情事重谴言官，庞尚鹏为之写信援救，二人因生嫌隙。六年（1578年）正月升都察院左副都御史协理院事，同年六月被吏科都给事中陈三谟參劾，被令回籍听用。罢官南归。家居期间，撰写《庞氏家训》，内有“务本业”、“禁奢靡”等六章，共计六十七条。万历九年（1581年）卒于家，年五十八。天啟年間，追謚惠敏。杭州西湖葛岭建有庞公祠。

## 著作
著有《百可亭稿》、《奏议》、《殷鉴录》、《行边漫议》、《庞氏家训》等。

## 家族
曾祖庞英。祖父庞弼，號閒樂。父龐憲，號賓梅，封文林郎福建道监察御史，贈嘉議大夫都察院左副都御史。母鄺氏，封太淑人。具庆下。兄允猷、尚誥、尚詔、尚謨。弟尚言、尚諧、尚讚、尚詵、尚謂。

## 延伸阅读
[在维基数据编辑]
 《國朝獻徵錄·卷之五十五》，出自焦竑《國朝獻徵錄》
 《明史卷二百二十七》，出自《明史》